# Малосольні огірки

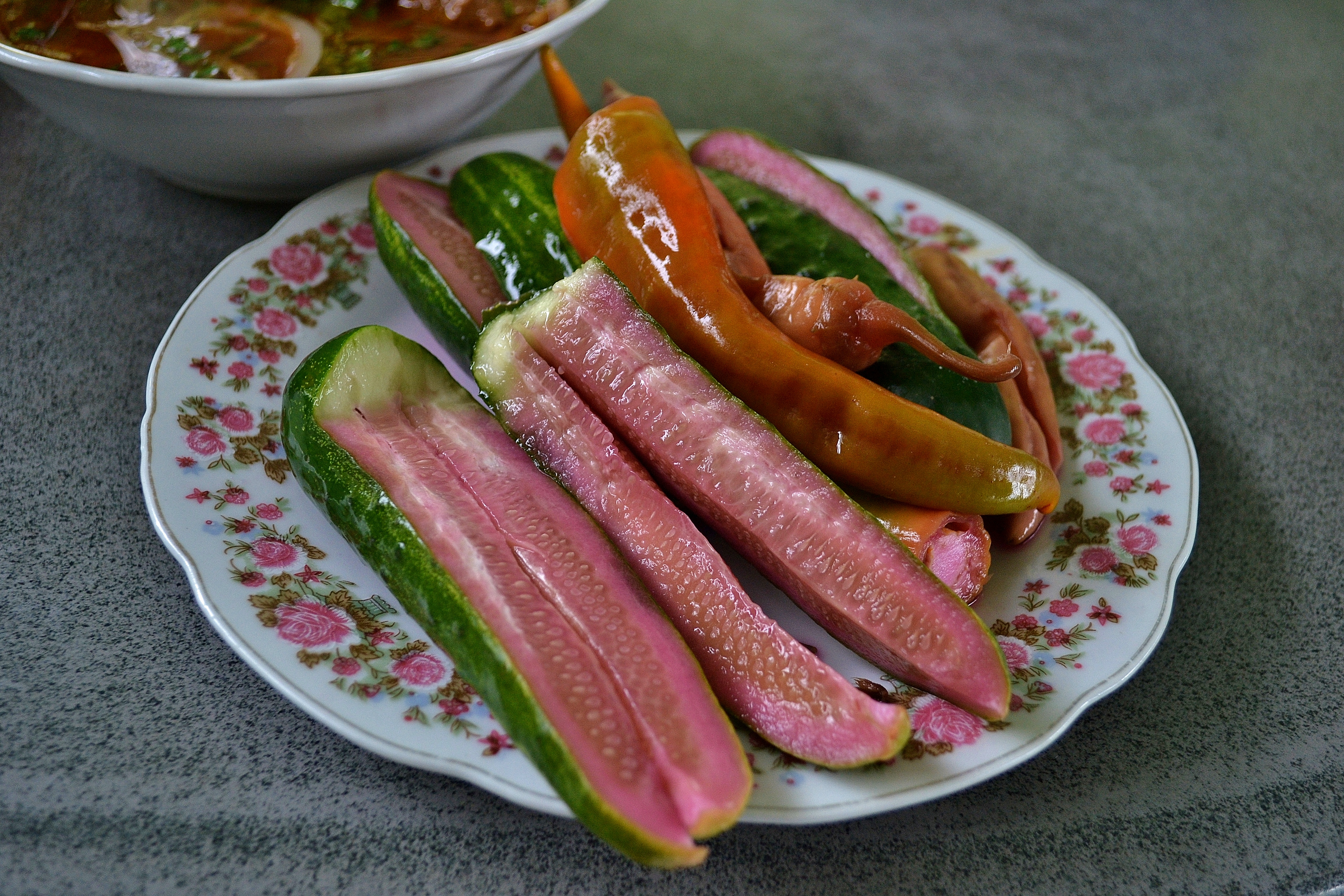
Малосольні огірки, пофарбовані ягодами Лаконоса американського. Абхазька кухня.

Малосольні огірки або малосолоні огірки — традиційна страва української,  білоруської, польської і ряду інших кухонь світу, яке готують з огірків методом короткострокового соління. Короткий термін засолу є головною відмінністю від приготування солоних огірків.

## Посол
Плоди огірка звичайного упорядковуються, промиваються, заливаються охолодженим розсолом і витримуються 1–2 дні. Якщо у огірків обрізати кінчики, час соління може бути скорочено до кількох годин. Гарячий розсіл також сприяє прискоренню соління. У розсіл додають за смаком різні спеції: лист смородини, вишні і дуба, ягоди або сік порічок, ягоди журавлини, часточки свіжих яблук і айви, часник, гвоздику, лавровий лист, чорний і запашний перці, шматочки пекучого перцю, дубову кору, сухі зерна гірчиці, листя і сушені корінці хріну, зелень таких трав як кріп, коріандр, базилік, естрагон, селера, петрушка, м'ята, зелені парасольки аніса і кропу, салатну гірчицю тощо, іноді також цукор і оцет. Особливим шиком є додавання горілки при солінні. Свіжим лісовим ароматом володіють огірки, залиті гарячим розсолом з додаванням соснових голок. Для додання рожевого кольору огіркам застосовуються шматочки свіжого буряка, сушені плоди чорної бузини, а в кавказьких рецептах існує звичай додавати плоди Лаконосу.
Щоб закуска виходила різноманітною і оригінальною, при приготуванні можна використовувати в солінні кабачки, лайм, цибулю, молоду моркву і корінь селери.
Сіль використовується кам'яна або кухонна, не рекомендується використовувати йодовану. Якщо любите не просто солоні, а й пікантні огірки, можете покласти більше перцю чилі та змінити пропорцію огірків та спецій.
Для приготування малосольних огірків треба брати дрібні (але не корнішони), яскраво-зелені й пухирчасті, міцні плоди з тонкою шкіркою. Наявність пухирців у плодів свідчить, що це сорт для соління, а не салатний, у якого гладка і тонка шкірка. Щоб соління відбувалася рівномірно, потрібно підбирати огірочки однакового розміру. Щоб плоди вийшли хрусткими, їх витримують у холодній воді від півгодини до двох годин. Для прискорення процесу обрізають кінчики.
При відсутності у плодів необхідних розміру і якостей плоди розрізають навпіл або уздовж, залишаючи один з кінчиків недорізаним, або нарізають широкими кільцями (2-3 см). Також можливе часткове зрізання шкірки, якщо вона груба. Не рекомендується здавлювати огірки при обробці, так як пропадає твердість готового плоду.
Приготування «сухим» способом передбачає відсутність рідини і обов'язкове перебування в холодильнику, як під час соління, так і під час зберігання.
Також існує спосіб соління у власному соку. Для цього огірки, що не підійшли для подальшого соління (білясті, криві, великі), пропускають через сито або подрібнюють за допомогою блендера чи соковичавниці, після чого використовують сік, що вийшов так само, як і готується розсіл.
В угорському рецепті використовується зарум'янений в тостері або на сковороді без олії шматочок білого хліба, який загортають в марлю і викладають в банку поверх огірків, заливаючи через нього розсіл. Залишають в теплі на дві доби. Такі огірки, промиті і перекладені в інший посуд з новим розсолом, будуть хрусткими протягом 5–6 діб при зберіганні в холодильнику.

## Зберігання
Звичайним способом зберігання малосольних огірків є тримання їх в скляних банках. Щоб готові малосольні огірки не перетворилися в звичайні солоні, слід зберігати їх в холодильнику.

## Вживання
Малосольні огірки можна їсти без додаткової обробки. Нарізані малосольні огірки додаються в різні салати і окрошку. Оригінальна яєчня виходить при змішуванні яєць і кубиків огірка. З них роблять всілякі заправки і соуси, такі як один з варіантів дзадзикі або варіант Тартару. Малосольний огірок — традиційна російська закуска до горілки.

Розсіл з-під малосольних огірків — корисний продукт, багатий солями калію, магнію і в меншій мірі заліза, але максимально легко засвоюються за рахунок наявності специфічних антиоксидантів. Розсіл широко використовується в народній медицині. Допомагає від судом ніг, спазмів, застійних явищ, порушень діяльності шлунково-кишкового тракту, а також при похміллі. Малосольні огірки містять більшу кількість вітамінів, ніж солоні або мариновані, природні антиоксиданти, що містяться в продукті, сприяють успішному впливу деяких дієт на організм. Розсіл від малосольних огірків додають в тісто замість рекомендованої кількості рідини, від чого готовий продукт набуває ніжність, легкість, своєрідну шаруватість і довго не черствіє. З такого тіста печуть хліб, випічку, пироги, коржі, галети і оригінальне печиво.
У малосольних огірків калорійність практично не відрізняється від свіжих і становить близько 12.2 ккал на 100 грамів.
Енергетична цінність продукту (Співвідношення білків, жирів, вуглеводів):
- Білки: 0.6 м (~ 2 кКал)
- Жири: 0.08 р (~ 1 кКал)
- Вуглеводи: 2.2 м (~ 9 ккал)
- Енергетичне співвідношення (б|ж|в): 21 % | 6 % | 79 %[6]

Харчова цінність:
- Харчові волокна 1.4 г
- Органічні кислоти 34 г
- Вода 95.2 г
- Ненасичені жирні кислоти 0.001 г
- Моно- і дисахариди 1.8 г
- Крохмаль 0.1 г
- Зола 0.4 г
- Холестерин 0,0 г